# 岡玄卿

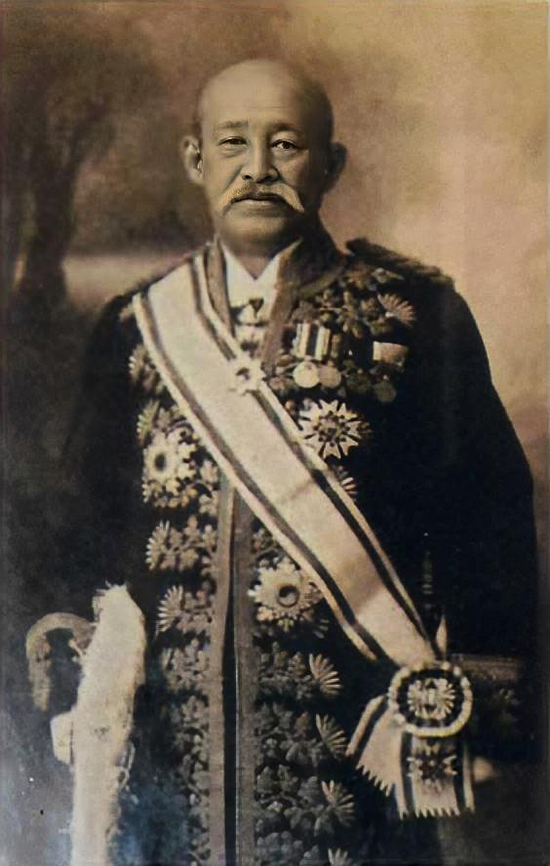
岡玄卿

岡 玄卿（おか げんけい / げんきょう、嘉永5年7月18日（1852年9月1日） - 大正14年（1925年）3月25日）は、日本の医師、華族（男爵）、宮中顧問官。医学博士。位階および勲等は正三位勲一等。

## 経歴
津山藩士の岡清二郎の子として大坂の藩の蔵屋敷で生まれる。父は早くに死に、母は再婚したため、親戚の岡芳蔵のもとに引き取られ、養育された。
明治になり上京し、大学東校（1874年に東京医学校に改称）に入学して医学を専攻し、ドイツ帝国からのお雇い外国人医師であるレオポルト・ミュルレルとテオドール・ホフマンに医学を学ぶ。1876年に東京医学校を第一期生として首席で卒業。翌年に東京大学医学部に改称された同校で助教授、教授を歴任し、大学病院内科部長を務めた。
1884年、宮内省より侍医に任じられ、さらにドイツに留学した。玄卿は侍医に任じられた最初の東大医学部の卒業生であった。1889年には在官のままオーストリア帝国のウィーン大学に私費留学し、更なる研鑽を積んだ。2年後に帰国すると職務に復帰し、広島大本営で行われた陸軍大演習を始めとした天皇の行幸に随行。その後侍医局長の不在中に局長心得（代理）に任じられるまでになった。
1898年（明治31年）に侍医局長を拝命。翌年に医学博士の学位を受け、1907年（明治40年）には男爵を授けられた。翌年、宮内省の官制改革により侍医頭となる。
1912年（明治45年）の7月初め頃から明治天皇が御不例(貴人が病気になること)となり、東京帝国大学医学部教授の青山胤通、三浦謹之助と共に治療にあたる。同年7月30日午前0時43分明治天皇崩御。その場には上記二人と共に立会い、崩御の報の連名を行った。
時代が大正となると、侍医頭を辞し、宮中顧問官・侍医寮御用掛となり、屋敷も麹町区飯田町（現在の飯田橋）から牛込区原町（現在の新宿区原町）に移す。。1925年（大正4年）には勲一等瑞宝章が授与された。1925年3月25日薨去。享年74。葬儀は麻布教会で行われ、皇室から供花を受けた。墓所は青山霊園。

## 栄典
- 1922年（大正11年）2月28日 - 正三位[6]

## 親族
- 長男 岡俊二（貴族院男爵議員）[7]